# Узагальнений інший
Узага́льнений і́нший — загальні цінності та стандарти поведінки деякої соціальної групи, які формують у членів цієї групи індивідуальний «Я»-образ.
Через відносини з іншими, через їх оцінки людина розуміє, якою вона є. Ця теорія отримала назву «теорія дзеркального Я». Соціальне дзеркало постійно перед людьми, постійно змінюється, постійно діє. Розвиваючись, особистість стає більш вимогливою при виборі індивідів, які використовують роль дзеркала, та здійснює добір зразків, які впливають на неї. Відтак цю теорію розвивав Дж. Мід, який пояснив сутність процесу сприйняття індивідом інших особистостей у теорії «узагальненого іншого».
Узагальнений інший — це загальні цінності та стандарти поведінки групи, що формують у членів цієї групи індивідуальний образ. Усвідомлення «узагальненого іншого» відбивається через процеси «прийняття» ролі та «виконання» ролі. Прийняття ролі — це спроба прийняти на себе поведінку особистості в іншій ситуації чи в іншій ролі (наприклад: у дитинстві ігри у сім'ю). Виконання ролі — це дії пов'язані з реальною рольовою поведінкою.
Через усвідомлення інших ролей, почуттів і цінностей інших у свідомості особистості формується «узагальнений інший». Повторюючи сприяючи роль «узагальненого іншого» індивід формує свого концепцію «Я». Недостатня здатність адаптуватися до іншої думки, узяти на себе ролі інших індивідів, може негативно позначатися на розвиткові особистості.